# IZAM
IZAM（日语：／ Izamu，1972年4月23日—），日本音樂家、藝人、演員。本名。
出身於東京都府中市。身高180cm。O型血。東京都立松谷高等學校畢業。紅緒兔團團長。日本藝術專門學校特聘講師。妻子吉岡美穗是演員。父親是前國鐵燕子隊投手日根紘三。

## 來歷
從小憧憬成龍而成為演員。國高中時期是排球社所屬，國中時期曾擔任主將。
1993年與在新宿結識的成員組成搖滾樂團「SHAZNA」，並擔任主唱。
地下時期，曾多次更改自己的藝名，有「葵翠（Kisui）」（加入SHAZNA Gt.A·O·I以前）、「IZANE」、「IZAMÜ」、「IZAMU」，從SHAZNA的地下專輯《Promise Eve》開始，就變成了現在的「IZAM」。簽名也不一樣。
1997年，IZAM在學生時代受到文化俱樂部主音佐治童子的影響而獲得獨立時代的大力支持後，他於1997年以單曲《Melty Love》首次亮相。並在同年，因為翻唱了一風堂的《紫羅蘭九月之戀》，大獲成功。據說SHAZNA全盛時期的風格深受佐治童子的影響，此時的衣服仍常被稱為「有女人味的衣服」，經常被從中作梗。另外，有雜誌報導爆料，即使IZAM不打扮成女人，本人本身也有一張中性臉，為了保持這一點，他在電視節目中坦言注了女性荷爾蒙，然而，他否認實際上是毫無根據的。乍看之下，其臉部輪廓是個有著外國人的深邃臉龐，但其實是個貨真價實的日本人。
1999年2月，與時裝模特兒、藝人吉川日奈結婚，但在同年9月離婚。
1999年4月，擔任神奈川電視台播出的音樂節目《saku saku morning call》的主持人。當時，他被告知沒有預算，至少還懇求他主持和這個娃娃，於是因此誕生了，這也成為了後來增田治五郎|増田ジゴロウ}}和白井文森誕生的基礎。該節目也一次記錄了一週的內容，但IZAM是唯一一個每週都會換衣服的主持人。
2000年10月停止樂團活動後，作為獨唱藝人活躍，曾演出由堤幸彦執導的電影《中國晚餐》和《溺水的魚》（兩部都在2001年上映）。其活動擴及它領域，如出版其的第一部小說《鏡子男孩》。
2001年，獲得第11屆日本電影影評人大獎新人獎。
2005年，他在日本電視台體育綜藝節目的節目中以參加杜林奧運為目標，從零開始挑戰鋼架雪車，並在競輪選手訓練學校接受了特殊訓練。
2006年6月，樂團SHAZNA宣布將在次年出道10週年之前，時隔6年首次恢復活動。同年9月5日，於DUO MUSIC EXCHANGE進行該樂團復活的現場活動。2007年，該樂團推出復出後的新單曲《心》將於4月發行。IZAM決定封印自身男扮女裝的商標。此外，在2006年SHAZNA重新啟動的同時，還另外組成了「alcali-5」。在樂團中，他以「十六夢」的名義活躍。
2006年11月9日，與藝人、演員吉岡美穗結婚（IZAM的第二次婚姻）。此時，妻子吉岡已經懷孕3個月。
2007年4月17日，長子「櫻深（おうみ）」誕生。
2008年7月5日，於自身的部落格宣佈加入Sun Music Production。
2008年9月14日，於綜藝節目《週刊裏藝大全》中宣佈妻子已懷第二胎。
2008年11月3日，在描寫地下時期貧困的第一篇本隨筆集（Goma Books ISBN 978-4777111206）的新書發表會上，閃電宣布SHAZNA解散。2009年3月22日，在TSUTAYA O-EAST舉行了SHAZNA的最後一場現場演唱會。
2008年11月7日，第二胎長女「王詞（きこと）」誕生。
2009年5月31日，首度與妻子吉岡一起上綜藝節目《愛的修羅薔薇》演出。在收到赤裸裸地談論這對夫婦的生活後，與吉岡夫婦一起出現在綜藝節目中的曝光度也增加。
2010年5月28日，宣佈妻子已懷第三胎。同年11月25日，次男「希海（きうな）」誕生。
2017年8月27日，在其部落格和Twitter上為紀念樂團SHAZNA出道20週年，將SHAZNA改名「新華（しんか）」重新啟動，是一個包括3名新成員在內的6人組合。與此同時，多年來一直被媒體視為視覺系樂團的SHAZNA再次被強調為「不是視覺系，而是視覺創作者」。

## 音樂作品

### 單曲
1. 真實的自我（日语：オン・マイ・オウン#素直なままで）（1998年5月27日，PHDL-11001，IZAM with ASTRAL LOVE名義） oricon第20名
  - 富士電視台系列《庶務二課》片尾主題曲
2. （1998年11月26日，TODT-5230） oricon第19名
  1.  [5:04]
作詞、作曲：ЯK，編曲：山口一久
NHK週五時代劇（日语：土曜時代劇 (NHK)）《新·神名平四郎活人劍（日语：よろずや平四郎活人剣#NHK 『新・腕におぼえあり〜よろずや平四郎活人剣〜』）》片尾主題曲
  2.  [6:14]
作詞、作曲：ЯK，編曲：山口一久
  3.  [2:23]
  4.  [5:04]
3. （2003年4月19日） oricon第48名
  1.  [4:16]
作詞：IZAM，作曲：a-k，編曲：S·Shiera
  2.  [4:24]
作詞：IZAM，作曲：a-k，編曲：S·Shiera
  3.  [3:52]
作詞：IZAM，作曲：Jelly Izumi、IZAM
青山西服廣告歌曲
4. （2003年5月28日） oricon第100名
  1.  [3:55]
作詞：IZAM，作曲：a-k，編曲：S·Shiera
富士電視台系列《HEY！HEY！HEY！MUSIC CHAMP》2003年4、5月份片尾主題曲
  2.  [3:52]
  3. (Enhance)影像特典：

### 專輯
| CD   | CD             | CD   |
| 曲序 | 曲目           | 时长 |
| ---- | -------------- | ---- |
| 1.   |                | 2:27 |
| 2.   | 極東極上☆Night | 4:33 |
| 3.   |                | 3:55 |
| 4.   |                | 4:21 |
| 5.   | 予感           | 4:25 |
| 6.   |                | 5:13 |
| 7.   | 夏色吐息       | 3:05 |
| 8.   |                | 3:23 |
| 9.   |                | 4:15 |
| 10.  |                | 4:22 |
| 11.  |                | 4:25 |
| 12.  |                | 3:53 |
| 13.  |                | 2:51 |
| 14.  |                | 1:24 |

| DVD (初回限定盤) | DVD (初回限定盤) | DVD (初回限定盤) |
| 曲序             | 曲目             | 时长             |
| ---------------- | ---------------- | ---------------- |
| 1.               |                  | 5:56             |
| 2.               |                  | 4:04             |

| 曲目表 | 曲目表       | 曲目表 |
| 曲序   | 曲目         | 时长   |
| ------ | ------------ | ------ |
| 1.     | Libra        | 5:06   |
| 2.     | ABYSS        | 4:42   |
| 3.     |              | 5:06   |
| 4.     |              | 6:03   |
| 5.     | Asian Beauty | 4:27   |
| 6.     | Bacarrat     | 4:51   |

| 曲目表 | 曲目表               | 曲目表 |
| 曲序   | 曲目                 | 时长   |
| ------ | -------------------- | ------ |
| 1.     |                      | 4:06   |
| 2.     |                      | 3:37   |
| 3.     | PePeRoN-Tea-No！     | 3:20   |
| 4.     |                      | 4:17   |
| 5.     |                      | 3:53   |
| 6.     | JAPANESEMAN IN TOKIO | 3:37   |
| 7.     |                      | 3:18   |
| 8.     |                      | 3:23   |
| 9.     | 12月24日             | 4:55   |
| 10.    | ZUTOO                | 3:24   |

### 參加作品
1. （1998年11月6日）
  - 5.
2. 『Loveless, more Loveless（日语：Loveless, more Loveless）』（2011年2月16日，Megamasso（日语：メガマソ））
  - 13.

## 影片集錦

### 演出
- 中國晚餐（日语：チャイニーズ·ディナー）（2000年）
- 溺水的魚（日语：溺れる魚）（2001年）
- g@me.（2003年）
- 報應上身 R-page（日语：エコエコアザラク）（2006年）
- 報應上身 B-page（2006年）
- LOVEDEATH（2006年）
- （2006年）
- 偵探物語（2007年）

### 執導作品
- 夏音 -Caonne（2006年）
- 倉貫麻里子（日语：倉貫まりこ）／Cutie Bunny（2004年）
- IZAM企劃製作／帕拉索海（2023年）

## 演員事業

### 電視節目
- saku saku morning call（日语：saku saku morning call）（神奈川電視台）
- 所喬治的蛇足講座（日语：所的蛇足講座）（FBS福岡放送）—常駐
- （富士電視台）2007年5月—6月8日，作為要潤的代打演出。
- 日本史懸疑劇場（日语：日本史サスペンス劇場）（日本電視台）—飾 上杉謙信
- 女人要看的事（日语：私の何がイケないの?）（TBS）—準常駐

### 電視劇
- 三姊妹偵探團 第3話「活生生殺人！愛情與復仇的連續爆彈魔!!」（1998年，日本電視台）—飾 本人
- 近所偵探TOMOE（日语：ご近所探偵TOMOE）（2003年3月29日，WOWOW）—飾 舒馬赫
- TRICK 單元四 死亡之歌（朝日電視台）—飾 龜山哲也
- 山村美紗十三回忌特別企劃 「新·祇園藝妓系列3 京都花嫁衣裳殺人事件」（2008年2月8日，富士電視台）—飾 吉本雄一郎
- 週一GOLDEN（日语：月曜ゴールデン）（TBS）
  - 警視廳南平班 ～七人刑事～（日语：警視庁南平班〜七人の刑事〜）2（2010年8月23日）—飾 稻葉真治
  - 社會改革公務員 THE 公證人（日语：世直し公務員 ザ・公証人）10（2012年2月27日）—飾 藤野竹生
  - 釣魚刑事（日语：釣り刑事）5（2014年10月27日）—飾 澤村雄吾
- 週三推理9（日语：水曜ミステリー9） 街占師 ～北白川晶子的事件占卜～（日语：街占師 〜北白川晶子の事件占い〜）2（2012年1月11日，東京電視台）—飾 高原鶴男
- 假面騎士Wizard（2013年1月27日、2月3日，朝日電視台）—飾 指揮者（巴力西卜）
- 三個歐吉桑2 ～又見正義使者!!～（2015年5月8日，東京電視台）—飾 Layer／山室次郎
- 週六WIDE劇場（日语：土曜ワイド劇場） 司法教官穗高美子（日语：司法教官・穂高美子）4（2015年10月31日，朝日電視台）—飾 中川徹
- 99.9 -刑事專門律師- SEASON II 第6話（2018年2月25日，TBS）—飾 香菜便當店老闆

### 電影
- （2006年7月8日，導演：鈴木浩介）—飾 長倉
- 民暴（2016年1月30日，導演：貝原克利斯亮）[5]—飾 村崎組組長 村崎秀樹（前 白石組若頭）
- CONFLICT ～最大的抗爭～（日语：CONFLICT 〜最大の抗争〜）（2016年）—飾 警視廳 組織犯罪對策部 穗積宏
- 野獸之城 ～女子刑務所～（2017年3月26日公開，導演：奧涉）[6]—飾 警察廳 廣域搜査部隊策課管理官 安藤公彥
- GRAY ZONE（2017年，導演：藤原健一）—飾 仁道會新庄組組長 新庄康夫
- 現在誰在跳舞？（日语：いまダンスをするのは誰だ?）（2023年，導演：古新舜）—飾 葛西涉

### 非戲院首映
- 美少女戰士 (真人版) 『Act.ZERO／水手V誕生！』（2005年3月25日發行）—飾 魔術怪盗《可愛肯科》
- 叢林烏鴉！（2010年）—飾 調酒師
- 暴力水滸傳2（2014年）—飾 武州聯合會理事 緒方
- 野獸之城 ～女子刑務所～2（2017年5月，導演：奧涉）—飾 警察廳廣域搜査部隊策課管理官 安藤公彥
- CONFLICT 最大的抗爭 第三章—第八章（2018年—2019年）—飾 警視廳組織犯罪對策部 穗積宏

### 廣告
- 大日本除蟲菊（日语：大日本除虫菊）
- JT
- BOURBON（日语：ブルボン）

### 舞台
- 紅緒兔團（日语：ベニバラ兎団） 企劃製作公演 vol.3（2010年1月7日—11日，新宿THEATER BRATS）
- 紅緒兔團 企劃製作公演 vol.4「Cabaret 拉丁區！1950」（2010年9月30日—10月3日，東京新宿莫里哀劇場（日语：新宿シアターモリエール））
- 紅緒兔團 企劃製作公演 vol.5「摔角手男孩」（2011年1月7日—11日，下北澤「劇」小劇場）
- DHE@stage企劃製作「陰陽師 ～Light and Shadow～」（2011年4月7日—17日，新國立劇場）—飾 平知盛
- +GOLD FISH（2013年2月7日—16日，東京藝術劇場）
- 銀河英雄傳說 第四章 後篇 激突（2014年2月12日—3月2日，青山劇場）—飾 村井
- （2014年4月，天王洲 銀河劇場（日语：天王洲 銀河劇場））
- BIOHAZARD THE Experience（2017年2月10日—26日，Zepp藍色劇場六本木（日语：Zeppブルーシアター六本木）／2017年3月4日—5日，新神戶Oriental劇場（日语：新神戸オリエンタルシティ））
- 東京高光束（日语：劇団東京ハイビーム）×紅緒兔團 合同企劃 2～3月長期公演「Selection Theater」（2018年2月20日—3月10日，四谷天窗（日语：四谷天窓）)

## 配音事業

### 電影動畫
- 蠟筆小新：電擊！豬蹄大作戰（1998年）—飾 IZAM[注 5]

## 興趣、嗜好
- 作為《新世紀福音戰士》的狂熱粉絲，他非常珍惜自己的EVA手機，從未打開電源過。然而有一次吉岡與IZAM吵架後，趁IZAM不在時為了發洩怒氣讓小孩子摸了手機（當時手機的電源是打開的）[7]。
- SHAZNA時期以來，江頭2:50一直被他認為是最受歡迎的藝人。
- 有空手道初段。
- 地下時期到出道以前，一直駕駛MazdaRX-7。

## 腳註

## 外部連結
- 紅緒兔團 （日語）
- （日語）—IZAM的官方個人部落格。
- ，存于 （日語）—（舊）IZAM的官方個人部落格。
- IZAM的X（前Twitter） （日語）
- IZAM的Instagram帳戶 （日語）
- IZAM｜Sun Music，存于 （日語）